# Stumm
Pour les articles homonymes, voir Stumm (homonymie).
Stumm est une commune autrichienne du district de Schwaz dans le Tyrol.